# 나와이르 SC
나와이르 SC(아랍어: نادي النواعير الرياضي)는 하마를 연고로 하는 시리아의 축구단이다. 현재 시리아 프리미어리그에 참가하고 있다.

## 선수 명단

### 현역
참고: FIFA 자격 규정에 따라 소속된 국가대표팀 국기를 표시합니다. 선수는 복수의 FIFA 비회원국 국적을 가지고 있을 수 있습니다.
| 번호 | 포지션 | 국적         | 이름            |
| ---- | ------ | ------------ | --------------- |
| 21   | FW     | 코트디부아르 | 아마라 디오만데 |

| 번호 | 포지션 | 국적 | 이름 |
| ---- | ------ | ---- | ---- |